# Limont (herb szlachecki)

Herb Limont

Limont – polski herb szlachecki, pochodzenia włoskiego, używany na terenach Litwy. 

## Opis herbu
Opis herbu z wykorzystaniem klasycznych zasad blazonowania:
W polu czerwonym miecz srebrny z rękojeścią złotą, ostrze pomiędzy trzema kulami srebrnymi, dwie nad jedną. Klejnot: Nad hełmem w koronie miecz ostrzem ku górze, między dwoma piórami strusimi. Labry: czerwone podbite srebrem (Limont I) lub złotem (Limont II).

## Najwcześniejsze wzmianki
Herb używany przez rodzinę litewską, znaną od XVI wieku. Według Niesieckiego, za którym informację powtarza Juliusz Karol Ostrowski, rodzina przybyła na Litwę z Florencji.

## Herbowni
Według Tadeusza Gajla, do herbu tego uprawnionych było pięć nazwisk herbownych: 
Lemiński, Limanowicz, Limiński, Limont (Limunt), Liniewski.
Należy odnotować, że część tych nazwisk wylegitymowała się z herbem Limont w czasach zaborów. Dotyczy to m.in. nazwiska Limanowicz. Biorąc pod uwagę liczne nadużycia i przekłamania przy podobnych legitymacjach przed zaborczymi heroldiami, przynależność do herbu Limont nazwisk innych od Limont (Limunt) nie jest pewna.